# Seznam děkanů Fakulty architektury Vysokého učení technického v Brně
Toto je seznam děkanů Fakulty architektury Vysokého učení technického v Brně.
1. Karel Hugo Kepka (1920–1921)
2. Karel František Šimek (1921–1922)
3. Ferdinand Herčík (1922–1923)
4. Emil Králík (1923–1924)
5. Vladimír Fischer (1924–1925)
6. Jan Caha (1925–1926)
7. Bohumil Kladivo (1926–1927)
8. Michal Ursíny (1927–1928)
9. Adolf Liebscher (1928–1929)
10. Jaroslav Syřiště (1929–1930)
11. Jiří Kroha (1930–1931)
12. Jaroslav Syřiště (1931)
13. František Hlavica (1931–1932)
14. Karel František Šimek (1932–1933)
15. Emil Králík (1933–1934)
16. Josef Klíma (1934–1935)
17. Vladimír Fischer (1935–1936)
18. Aleš Liebscher (1936–1937)
19. Jaroslav Syřiště (1937–1938)
20. František Hlavica (1938–1939)
21. Bohumil Babánek (1939–1940)
odbor uzavřen
22. Jiří Kroha (1945–1948)
23. Bohuslav Fuchs (1948–1949)
24. Alois Král (1949–1950)
25. Antonín Kurial (1950–1951)
26. Bohuslav Fuchs (1951–1952)
27. Alois Král (1952–1953)
28. Miloslav Kopřiva (1953–1955)
29. Bohuslav Fuchs (1955–1958)
30. František Korvas (1958–1959)
31. Zdeněk Alexa (1959–1960)
fakulta sloučena
32. František Bartek (1976–1987)
33. Miroslav Martinek (1987–1990)
34. Ivan Ruller (1990–1994)
35. Alois Nový (1994–1999)
36. Josef Chybík (2000–2006)
37. Vladimír Šlapeta (2006–2010)
38. Josef Chybík (2010–2014)
39. Jan Hrubý (2014–2018)
40. Jan Kristek (2018–2022)[3]
41. Radek Suchánek (od 2022)[4]